# 侯一元 (正德進士)
侯一元，字应乾，号之川，陝西巩昌府秦州秦安县兴国镇人。明朝政治人物。

## 生平
正德九年（1514年）登進士，授工部都水司主事，监闸于济宁。後改禮部主事、升兵部員外郎，母亲董安人去世，丁忧归乡。起复兵部车驾司郎中，改禮部精膳司郎中。因與同僚不合離職，在告者六年。此後再次起用為吏部验封司郎中，一年後卒於任。